# Nightdawn
Nightdawn is een computerspel dat werd uitgegeven door Magic Bytes. Het spel kwam in 1989 uit voor de Commodore Amiga, Atari ST en Commodore 64. 

## Platforms
| Platform     | Jaar |
| ------------ | ---- |
| Amiga        | 1989 |
| Atari ST     | 1989 |
| Commodore 64 | 1989 |

## Ontvangst
| Beoordeeld door | Platform     | Datum         | Score |
| --------------- | ------------ | ------------- | ----- |
| Power Play      | Amiga        | augustus 1989 | 65%   |
| Power Play      | Commodore 64 | augustus 1989 | 24%   |